# Nipponosega
Nipponosega (лат.) — род ос-блестянок. Встречаются на Дальнем Востоке. Известно 3 вида

## Распространение
Дальний Восток. Встречается в Китае в провинции Чжэцзян и в Японии на острове Хонсю.

## Описание
Лицо над усиковыми ямками плоское или вогнутое с признаками лицевого углубления (для усиков). Самки короткокрылые. Паразиты яиц палочников.

## Систематика
3 вида. Род был впервые выделен в 1994 году Н. В. Курзенко и А. С. Лелеем.
- Nipponosega yamanei Kurzenko et Lelej, 1994 — Япония (о-в Хонсю).
- Nipponosega kantoensis Nagase, 1995 — Япония (о-в Хонсю).
- Nipponosega kurzenkoi Xu, He et Terayama, 2003 — Китай (Чжэцзян).